# Charlotte Link
Charlotte Link (Fráncfort del Meno, 5 de octubre de 1963) es una escritora alemana.
Su madre es la escritora y periodista Almuth Link, y escribió su primera obra, Die schöne Helena, a los 16 años. Muchas de sus obras se han usado en películas o series para la cadena alemana ZDF. Su libro del 2000, Die Rosenzüchterin, estuvo en la lista de los más vendidos de Der Spiegel durante semanas. Reside a la fecha en  Wiesbaden, y es miembro de PETA, donde ha trabajado ayudando a perros callejeros en España o en Turquía.

## Premios
- Deutsche Bücherpreis, nominación en 2004 con Am Ende des Schweigens
- Goldene Feder, (2007)

## Obra
- Cromwells Traum oder Die schöne Helena (1985)
- Wenn die Liebe nicht endet (1986)
- Die Sterne von Marmalon (1987)
- Verbotene Wege (1987)
- Schattenspiel (1993)
- Die Sünde der Engel (1996)
- Der Verehrer (1998)
- Das Haus der Schwestern (1999)
- Die Rosenzüchterin (2000)
- Die Täuschung (2002)
- Am Ende des Schweigens (2003)
- Der fremde Gast (2005)
- Die Insel (2006)
- Das Echo der Schuld (2006)
- Die letzte Spur (2008)

Trilogía Sturmzeit:
- Sturmzeit (1989)
- Wilde Lupinen (1992)
- Die Stunde der Erben (1994)